# J. F. C. Fuller
John Frederick Charles Fuller, CB, CBE, DSO (1 de setembre de 1878 – 10 de febrer de 1966) va ser un oficial militar de la British Army, que va ser notable per les seves teories sobre la guerra blindada moderna inclosa la categorització dels Principis de la guerra. També va inventar el reflector o llum de lluna artificial (artificial moonlight).
Va actuar com militar a Àfrica del Sud a l'Oxfordshire and Buckinghamshire Light Infantry i després a la Primera Guerra Mundial a la Machine-Gun Corps més tard esdevinguda la Tank Corps. Va planificar un atac amb tancs a la Batalla de Cambrai de 1917 i l'operacó amb tancs a les ofensives de tardor de 1918. El seu pla del 1919 d'un exèrcit totalment mecanitzat no es va implementar mai durant la seva vida. Després de 1918, va tenir diversos càrrecs militars essent el més notable el de comandant d'una brigada experimental a Aldershot (Hampshire).

## Teories militars

### The Foundations of the Science of War (1926)
Fuller actualment és principalment conegut pel seus "Nine Principles of War" els quals han estat els fonaments de la moderna teoria militar des de la dècada de 1930 i els quals inicialment eren la convergència dels interessos militars i místics de Fuller.

#### The Nine Principles of War
Els nou principis de la guerra impliquen l'ús de la força (poder de combat). S'han expressat de diverses maneres, però Fuller el 1925 els disposà així:
1. Direcció: Quin és l'objectiu general? Quins objectius s'han de complir per aconseguir l'objectiu??
2. Concentració: on el comandant concentrarà el seu major esforç?
3. Distribució: On i com serà la posició del comandant?
4. Determinació: La voluntat de lluitar i perseverar.
5. Sorpresa (Demoralisation of Force): La capacitat del comandant per ocultar les seves intencions mentre descobreix les del seu enemic. La sorpresa correctament executada desequilibra l'enemic - causant desmoralització de la Força.
6. Resistència: La resistència de la força de pressió. Això es mesura per la capacitat de la força d'anticipar complicacions i amenaces. Això es veu reforçada per la planificació sobre la millor manera d'evitar, superar, o negar-les i després educar correctament i l'entrenament de la força en aquests mètodes.
7. Mobilitat: La capacitat del comandant per maniobrar la seva força mentre dificulta les maniobres de l'enemic.
8. Acció ofensiva (Disorganisation of Force): La capacitat per obtenir i mantenir la iniciativa en el combat. Correctament executat  Acció ofensiva  interromp l'enemic - causant desorganització de la Força.
9. Seguretat: La capacitat de protegir la força de les amenaces.

## Obres
Fuller va ser un escriptor prolífic. Aquesta és una selecció de les seves obres.
- The Star in The West: a critical essay upon the works of Aleister Crowley (Walter Scott Publishing Co., London, 1907)
- Yoga: a study of the mystical philosophy of the Brahmins and Buddhists (W. Rider, London, 1925)
- Atlantis, America and the Future. (Londres, Kegan Paul, 1925)
- The Foundations of the Science of War. (Londres, Hutchinson, 1926)
- The Generalship of Ulysses S. Grant (Murray, London, 1929)
- Grant & Lee: A study in personality and generalship (Eyre & Spottiswoode, London, 1933)
- Memoirs of an Unconventional Soldier (Nicholson & Watson, London, 1936)
- The First of the League Wars: A study of the Abyssinian War, its lessons and omens(Eyre and Spottiswoode, London, 1936)
- The Secret Wisdom of the Qabalah: A study in Jewish mystical thought (W. Rider & Co., London, 1937)
- Armament and History: The influence of armament on history from the dawn of Classical warfare to the end of the Second World War (C. Scribner's Sons, London, 1945)
- The Second World War, 1939-1945: a strategical and tactical history (Eyre & Spottiswoode, London, 1948)
- The Decisive Battles of the Western World and their Influence upon History, 3 vols. (Eyre & Spottiswoode, London, 1954-6). A two-volume edition, abridged by John Terraine to omit battles outside the European continent, was published in 1970 by Picador: this is not to be confused with the original edition of 1939-40, also in two volumes, of which the three volume edition is a substantial revision, as described in its Preface.
  - Volume 1: From the earliest times to the battle of Lepanto
  - Volume 2: From the defeat of the Spanish Armada to the battle of Waterloo
  - Volume 3: From the American Civil War to the end of the Second World War
- The Generalship of Alexander the Great (Eyre & Spottiswoode, London, 1958). On Alexander the Great of Macedon.
- Julius Caesar: man, soldier and tyrant (Eyre & Spottiswoode, London, 1965)
- The Conduct Of War, 1789-1961(Rutgers University Press, 1961)
- A Military History of the Western World, 3 vols. This is the American publication of The Decisive Battles of the Western World and their Influence upon History. Titles of individual tomes are same as in the British edition. Originally published: (Funk and Wagnalls, New York, 1954-7). Republished: (Da Capo Press, New York, 1987-8).
  - v. 1; ISBN 0-306-80304-6.
  - v. 2; ISBN 0-306-80305-4.
  - v. 3; ISBN 0-306-80306-2.
- Fuller, J. F. C.; Aleister Crowley. The Pathworkings of Aleister Crowley: The Treasure House of Images.  New Falcon Publications,U.S., 1994. ISBN 1-56184-074-2.